# Zamek Kazimierzowski w Opocznie
Zamek Kazimierzowski w Opocznie – budynek z XIX wieku, wzniesiony na miejscu zamku, którego istnienie potwierdzone jest w źródłach z 2 połowy XV wieku. Obiekt znajduje się w mieście Opoczno, woj. łódzkie, przy pl. Zamkowym 1 i jest wpisany do rejestru zabytków NID.
Zamek królewski położony był w drugiej połowie XVI wieku w powiecie opoczyńskim województwa sandomierskiego. 

## Historia
Zamek powstał około 1365 roku w południowo-wschodnim narożniku miasta, który zarezerwował sobie na swoją curię król Kazimierz Wielki. To, że król był budowniczym zamku, potwierdził w swojej kronice Janko z Czarnkowa. Informację tę powtórzył także Jan Długosz. Zamek został zbudowany prawdopodobnie razem z murami miejskimi, wewnątrz ich obwodu, i z nimi też został zespolony. Był przeznaczony na rezydencję starosty królewskiego zarządzającego okolicznymi dobrami monarchy oraz okazjonalnie miejscem, w którym zatrzymywał się król podczas podróży przez kraj. Plan miasta z 1820 roku wskazuje, że zamek miał kształt prostokąta a w zachodnim narożniku zamku znajdowała się wieża. W XVI wieku wzmiankowano, że zamek był uszkodzony, co być może było związane z wcześniejszym pożarem miasta. W dokumencie datowanym na 20 stycznia 1551 r. zamek wymieniony jest jako własność króla Zygmunta Augusta. W 1599 roku po uzyskaniu zgody króla Zygmunta III Wazy wykonano nową bramę miejską w murach obronnych przebijając otwór od strony zamku na zewnątrz, a poprzez dziedziniec poprowadzono ulicę. Oznacza to, że w tym okresie nie przywiązywano już dużej wagi do jego funkcji militarnej i był to w tym czasie raczej już obiekt o charakterze administracyjnym. W lustracji zamku z 1620 roku wymieniono pozbawioną schodów Wieżę Szlachecką oraz kilka pomieszczeń w tym mieszkanie burgrabiego i kancelarię grodzką.
Zamek zrujnowano w czasie potopu szwedzkiego w 1655 roku, jednak nadal był później użytkowany. W XVIII wieku w wieży znajdowało się więzienie dla opoczyńskich mieszczan. W 1784 roku odbył się uroczysty wjazd do zamku starosty Jana Nepomucena Małachowskiego. W 1787 roku w sali sądowej na zamku owacyjnie powitano króla Stanisława Augusta Poniatowskiego. W tym samym roku przeprowadzono lustrację zabudowań zamkowych. Zabudowania zamkowe są jeszcze widoczne na planie miasta z 1820 roku, jednak rysunki z lat 1844–1846 wykonane przez Stanisława Chrząńskiego wskazują, że zamek był już wtedy ruiną.
Obecnie na miejscu prawdopodobnie całkowicie rozebranego zamku znajduje się budynek dla władz powiatowych zbudowany po 1874 roku, jednak dzisiejszy wygląd nadano mu w 1927 roku podczas przebudowy dokonanej wg projektu architekta Majewskiego w stylu renesansu polskiego, ozdabiając go attykami, historyzującym portalem i herbem Odrowąż. Obiekt w okresie II Rzeczypospolitej był siedzibą starostwa powiatowego. W latach II wojny światowej Niemcy wyburzyli zachodnią część skrzydła południowego, rozbudowując drogę w kierunku Radomia. 
Od czasów II wojny światowej do lat 60. XX wieku mieścił się tu oddział zakaźny szpitala miejskiego. Od 1976 roku rozpoczęto adaptację obiektu na Muzeum Regionalne pod kierunkiem architekta J. Mackiewicza.
W 2017 roku podczas prac archeologicznych prowadzonych pod kierunkiem archeologa Błażeja Muzolfa przy zamku odkryto fragmenty średniowiecznej półbaszty połączonej pod kątem prostym z murem miejskim.

## Galeria

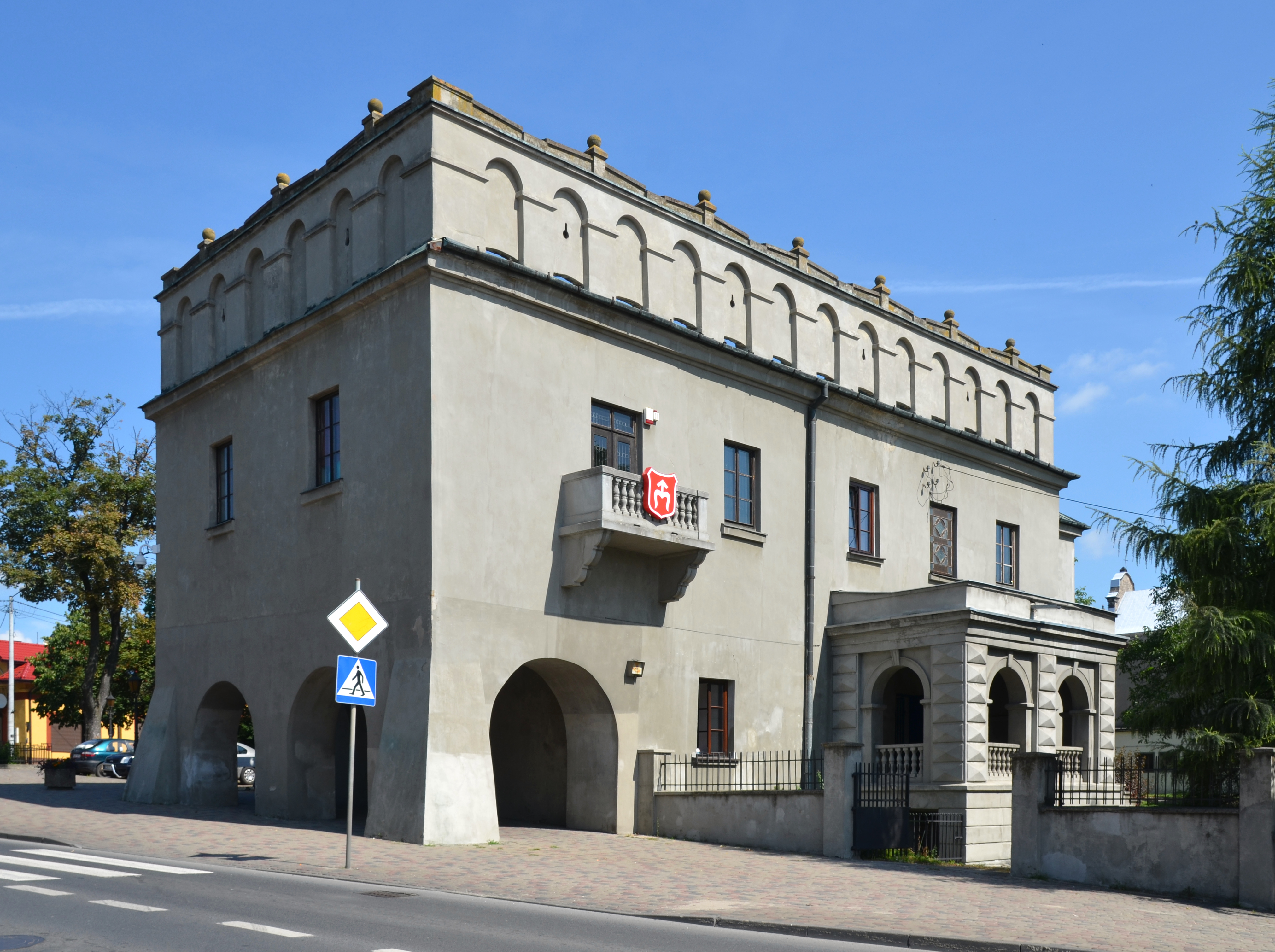
Zamek w 2013 r.
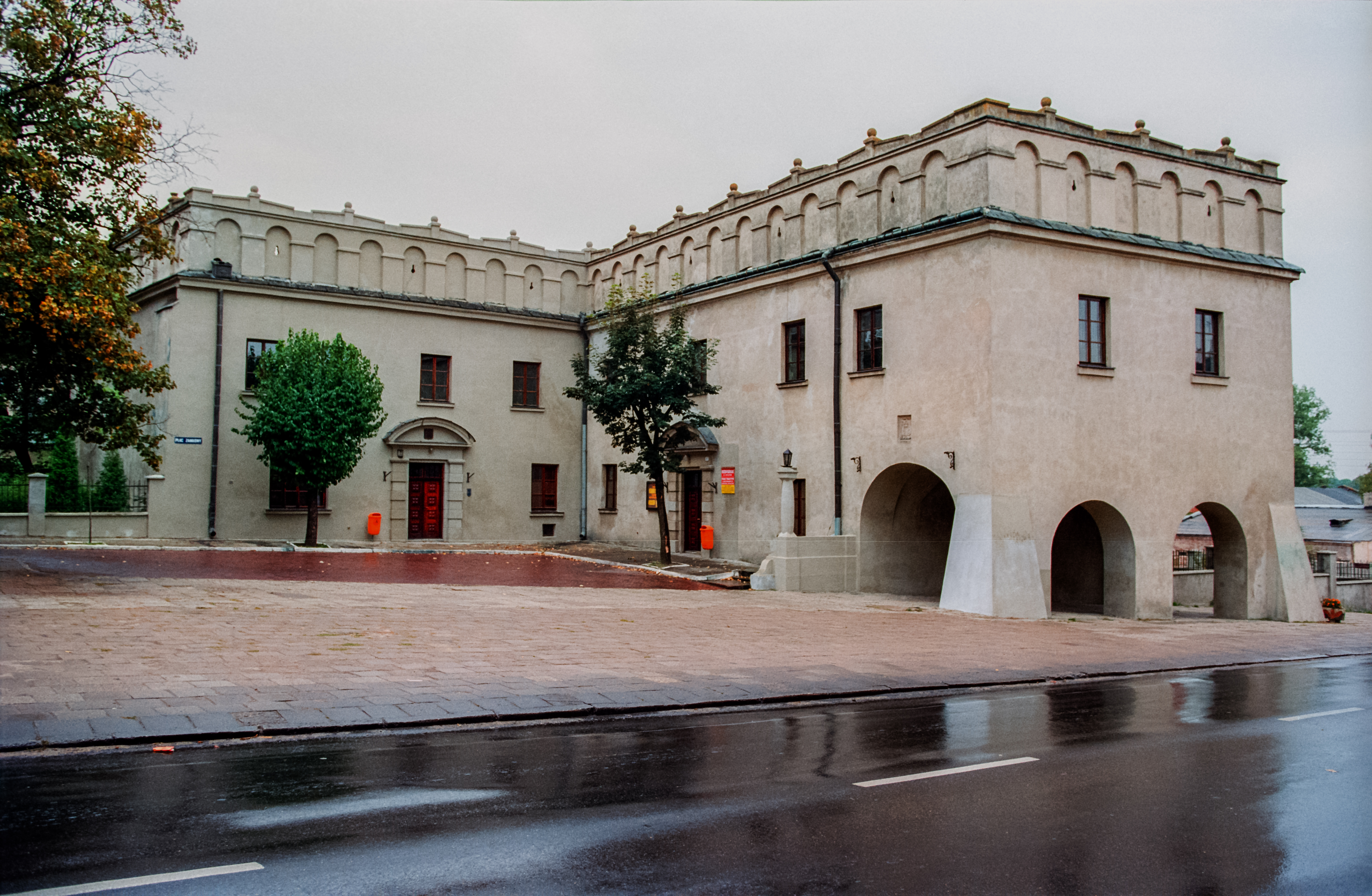
Budynek po przebudowie w 1927 roku
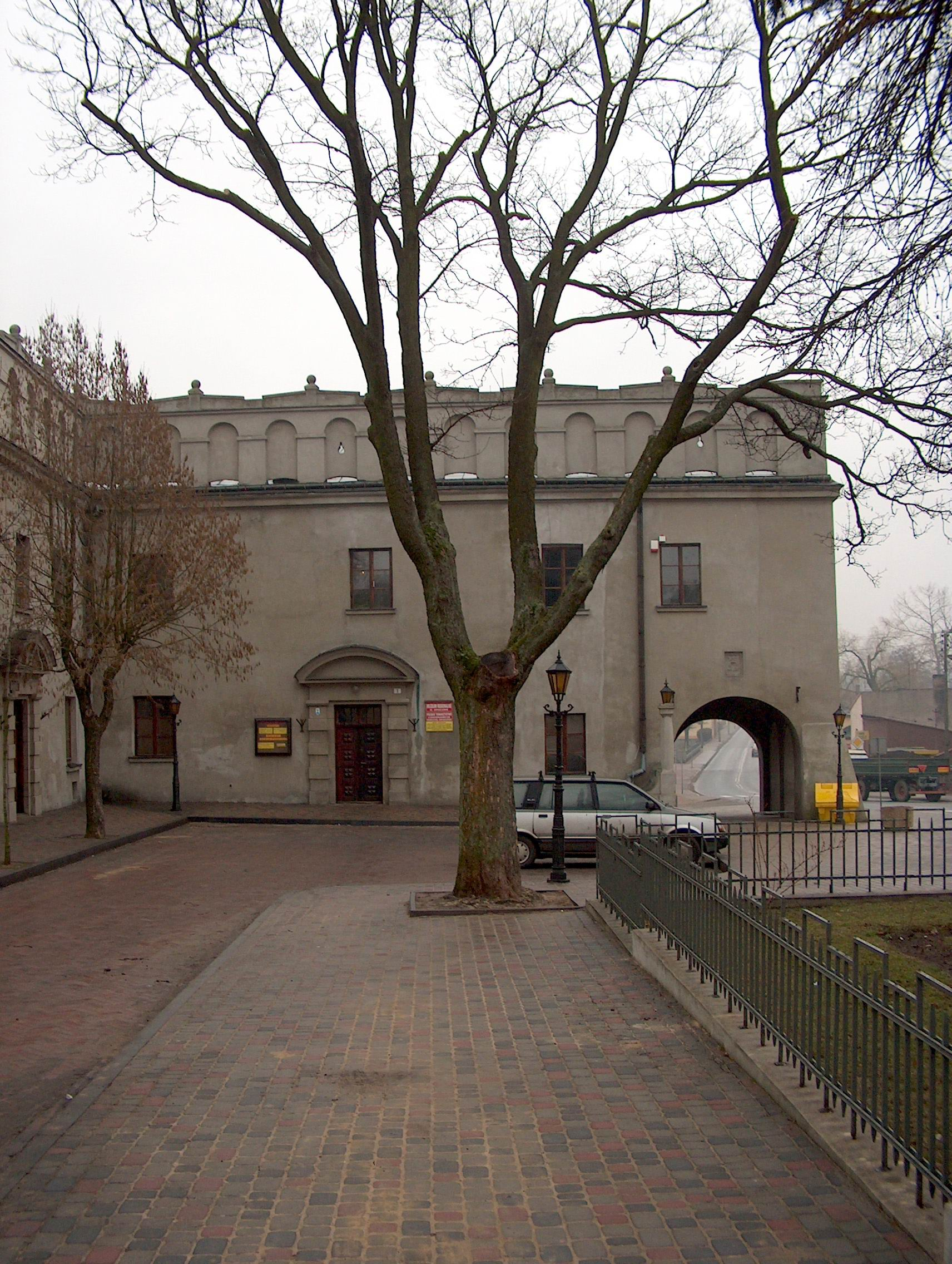
Budynek po przebudowie w 1927 r.
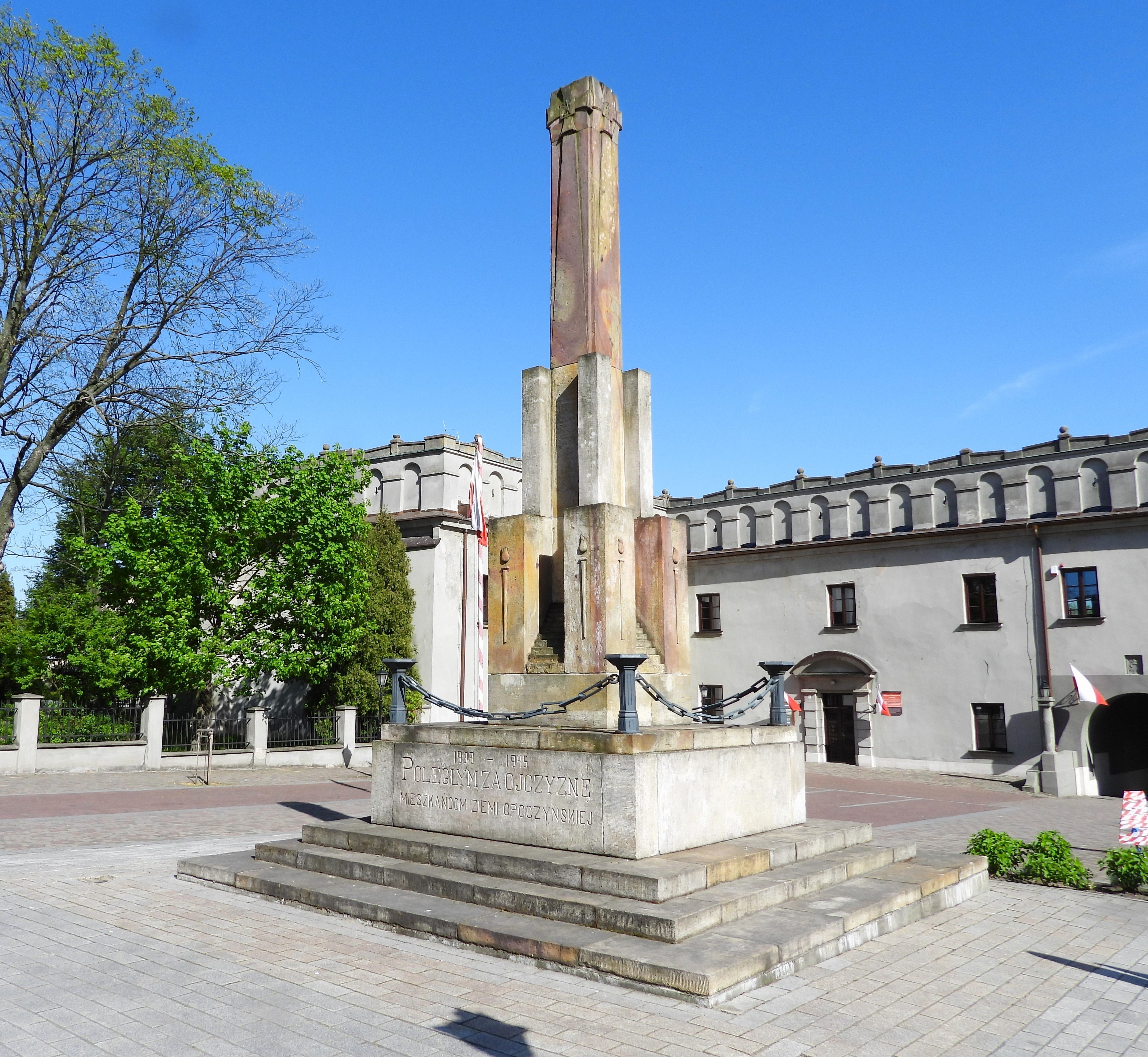
Pomnik ku czci mieszkańców Ziemi Opoczyńskiej poległych za ojczyznę w latach 1914-20 i 1939-45 w Opocznie znajdujący się przed zamkiem
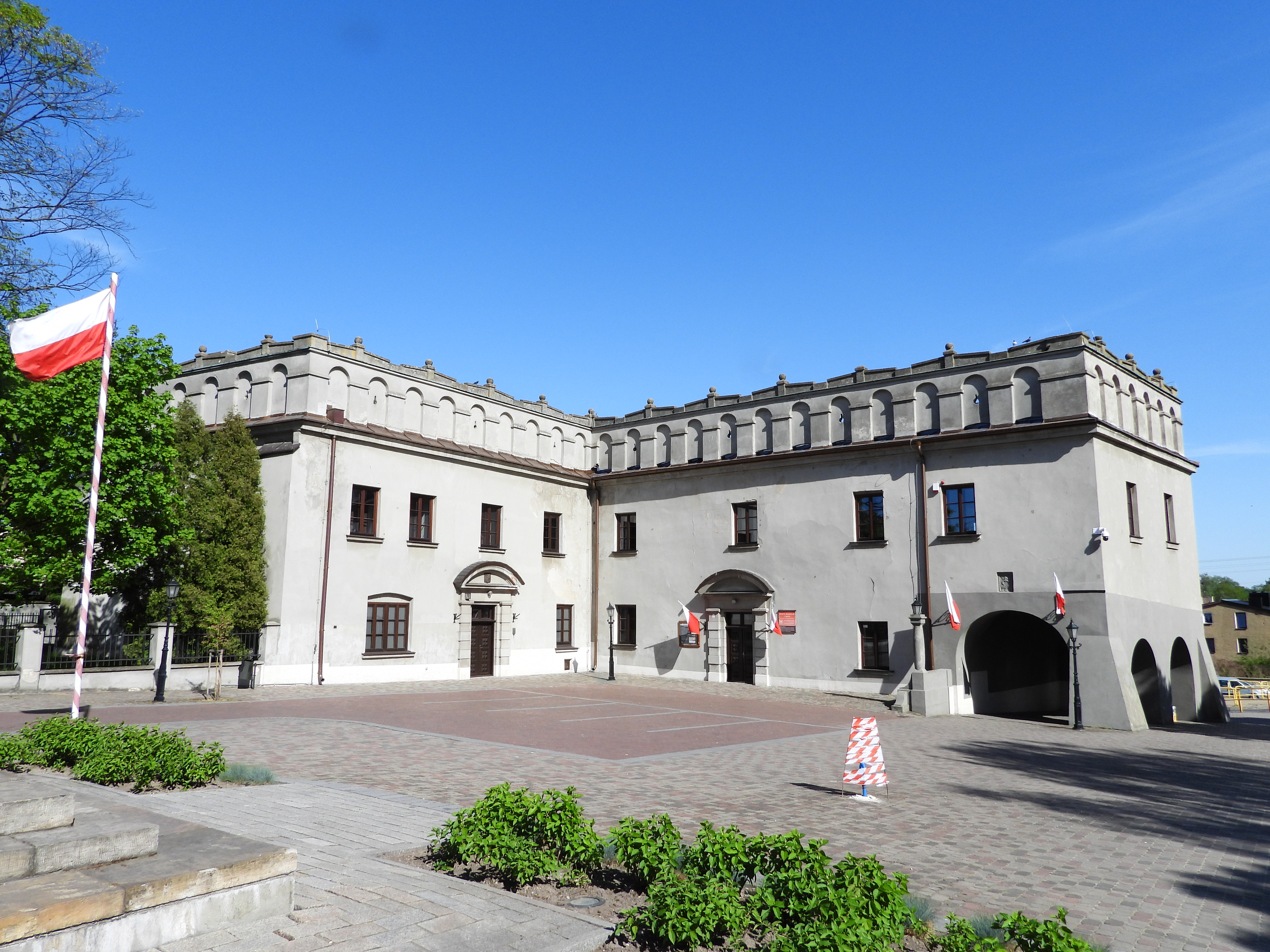
Zamek w 2024 r.